# Bombardier Q-Series

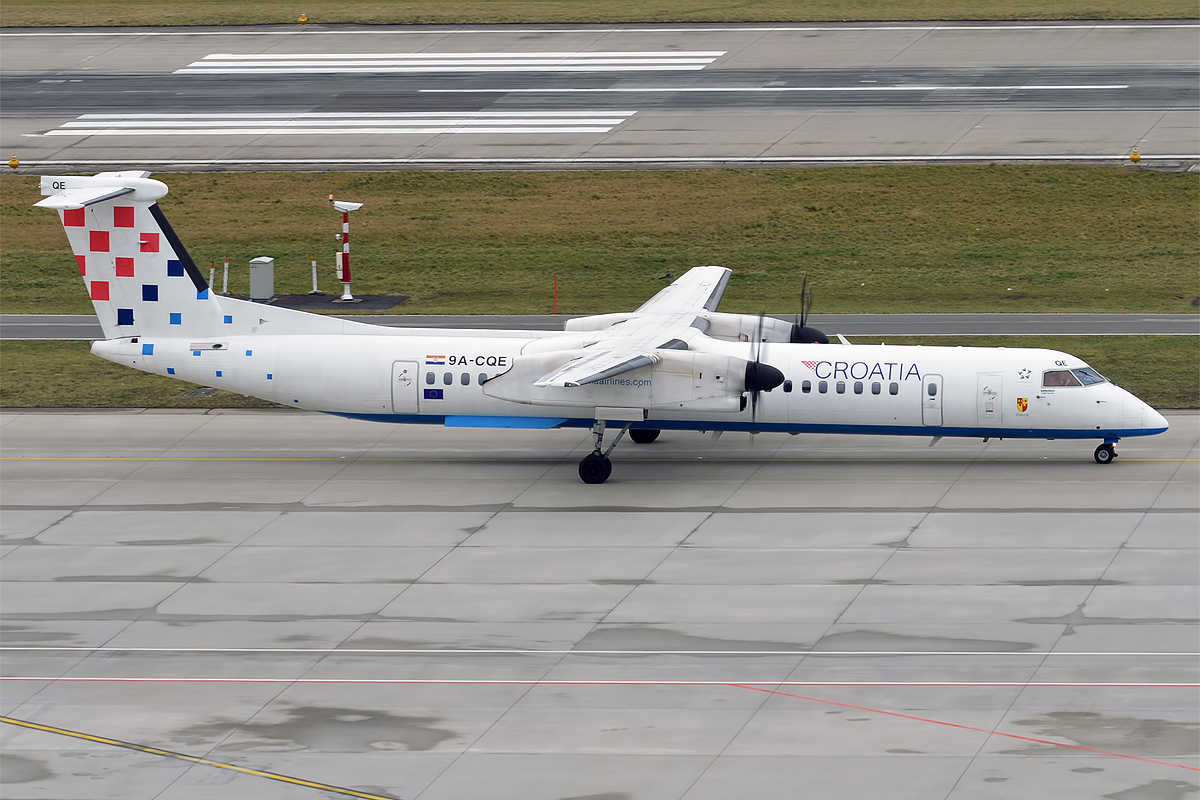
Un Bombardier Dash 8 Q400 della Croatia Airlines

De Havilland Canada Dash 8 (DHC-8), o, come commercializzato dal 1996 al 2019, Bombardier Q-Series (o Dash 8) è il nome commerciale di una famiglia di aeromobili bimotore di linea regionale turboelica prodotta dall'azienda canadese De Havilland Canada, che fu acquistata da Boeing nel 1988, poi da Bombardier nel 1992 ed infine da Longview Aviation Capital nel 2019, facendo rivivere il marchio De Havilland Canada.

## Storia del progetto
Venne progettato nel 1983 dalla de Havilland Canada per migliorare le prestazioni del Dash 7. Il Dash 8 ha cambiato nome nel 1996 in Q-Series, da Quiet (silenzioso in inglese), dopo che la Bombardier ha installato il sistema ANVS (Active Noise and Vibration Suppression) per ridurre i rumori e le vibrazioni in cabina.
Il prototipo del DHC-8 effettuò il suo primo volo il 20 giugno 1983. La sua entrata in servizio avvenne con la compagnia di lancio NorOntair il 23 ottobre 1984. Fino ad oggi sono stati consegnati circa 1 000 esemplari di Dash 8 in diverse varianti.

## Tecnica
Il Dash 8 è caratterizzato da ali in posizione alta sotto le quali è montata una coppia di motori turboelica PW120A; ha un'ampia deriva verticale a T con ampi piani orizzontali.

## Impiego operativo
Oltre ad essere impiegato in ambito civile nel suo primario ruolo di vettore per compagnie aeree regionali, il Dash 8 è utilizzato anche in ambito militare come aereo da trasporto, come ad esempio nella Kenya Air Force, o adeguatamente attrezzato come aereo da pattugliamento marittimo nella Al Imarat al Arabiyah al Muttahidah, l'aeronautica militare degli Emirati Arabi Uniti.

## Versioni

### Serie 100
- DHC-8-100: Versione iniziale con una capacità di 37-40 passeggeri, che entrò in servizio nel 1984. Era motorizzata con il motore PW120A, in seguito venne anche certificato l'utilizzo del motore PW121; la potenza di questi motori è di circa 1.800 CV o 1.343 kW.
- CC-142: Variante militare da trasporto delle forze armate canadesi.
- CT-142: Variante da addestramento dell’Esercito Canadese.
- E-9A: Variante per l'USAF per il controllo del traffico marittimo nel Golfo del Messico durante le esercitazioni con munizioni da guerra. La base principale di questi velivoli è Tyndall AFB, Florida

### Serie 200
- DHC-8-200: Versione con la cellula identica alla Serie 100 ma con i motori Pratt & Whitney Canada PW123 da 2.150 CV o 1.604 kW per migliorarne le prestazioni; può trasportare da 37 a 39 passeggeri.
- Q200: Versione identica al DHC-8-200 a cui è stato montato il sistema ANVS.

### Serie 300
- DHC-8-300: Versione allungata di 3,43 m rispetto alla serie 100 e 200, che permette di trasportare 50-56 passeggeri, entrò in servizio nel 1989. utilizza i motori PW123 o PW123B o PW123E; la potenza di questi motori è di circa 2.500 CV o 1.865 kW.
- DHC-8-300A: Versione del DHC-8-300, con un aumento del carico utile.
- Q300: Versione del DHC-8-300 a cui è stato montato il sistema ANVS.

### Serie 400
- Q400: Versione ulteriormente allungata per trasportare 70 – 78 passeggeri, entrò in servizio nel 2000. Monta come motori i PW150A da 5.071 CV o 3.783 kW. Tutti i Q400 montano di serie il sistema Active Noise and Vibration Suppression (ANVS). Dotato di silenziose eliche Dowty a sei pale su motori Pratt & Whitney Canada, il Dash 8-400 ha dimostrato di essere un design avanzato anche dal punto di vista ambientale.
- Q400 NextGen: Versione del Q400 dove è stata aggiornata la cabina oltre che l'illuminazione interna, i finestrini sono di dimensioni maggiori, come pure è stato ridotto il consumo di carburante e sono stati pure ridotti costi di manutenzione.
- Q400-MR: Versione del Q400 adattato al ruolo di aereo antincendio per la Protezione civile francese.

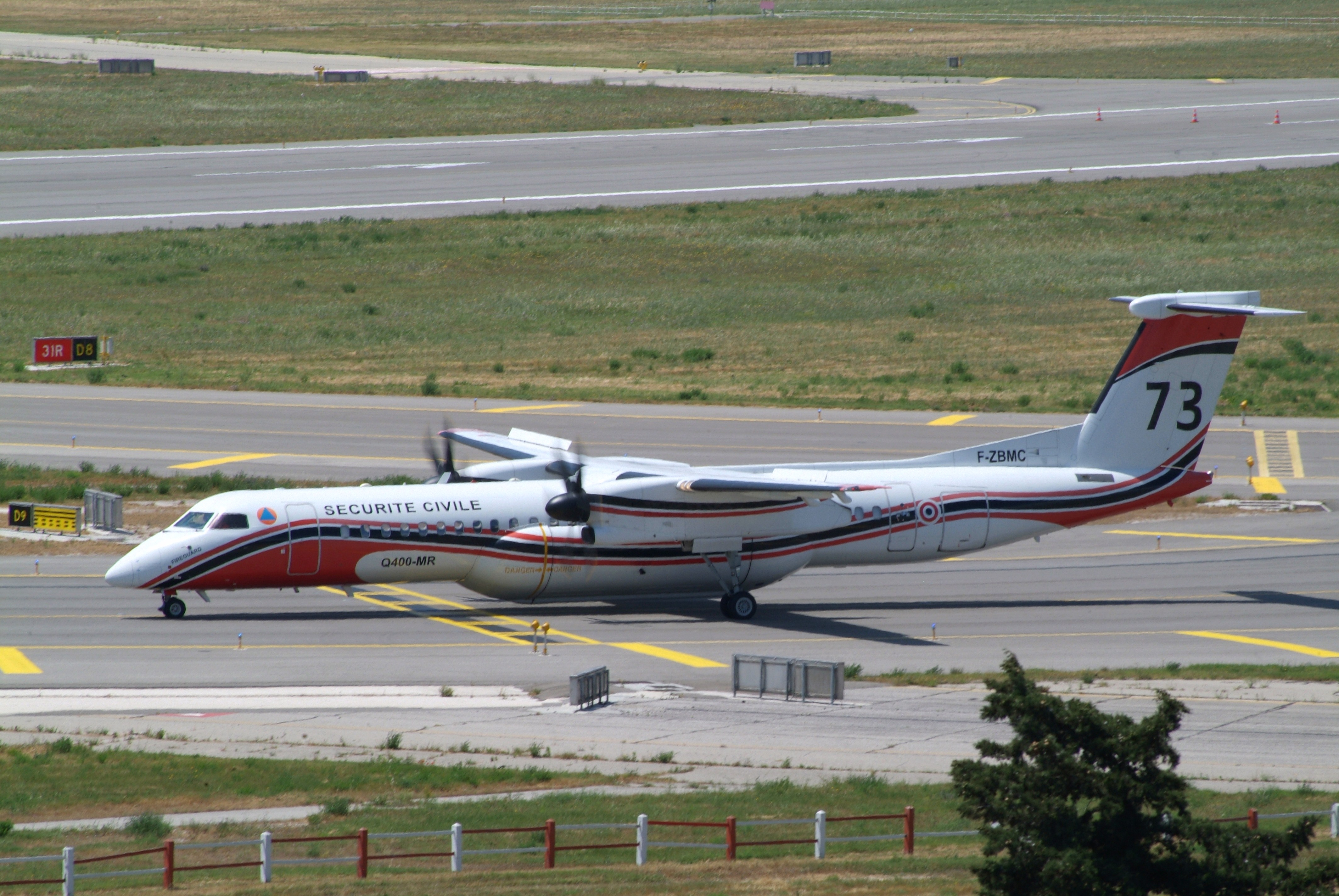
Dash8 Q400 Sécurité Civile France

## Utilizzatori

### Civili
("-100" include qualsiasi versione della serie 100, "-200" include qualsiasi versione della serie 200, "-300" include qualsiasi versione della serie 300, "-400" include qualsiasi versione della serie 400; sono inclusi anche i modelli con la denominazione de Havilland Canada usata fino al 1992 e dal 2019)

#### Compagnie aeree
Algeria
• Tassili Airlines ha 8 Dash 8 (4 -200 e 4 -400).
 Australia
- Maroomba Airlines ha 3 Dash 8-100.
- QantasLink ha 50 Dash 8 (3 -200, 16 -300 e 31 -400)[2].
- Skippers Aviation ha 10 Dash 8.
- Skytrans Airlines ha 4 Dash 8-100.

 Austria
- Austrian Airlines ha 16 Dash 8-400, che stanno per essere sostituiti da Airbus A320[3].

 Bangladesh
- Biman Bangladesh Airlines ha 2 Dash 8-400[4].
- US-Bangla Airlines ha 3 Dash 8-400[5]

 Canada
- Jazz Air ha 74 Dash 8 (44 -400 NextGen, 24 -200, 6 -100)[6]
- Air Creebec ha 16 Dash 8 (14 -100 e 2 -300)[7].
- Air Inuit ha 12 Dash 8[8].
- Canadian North ha 4 Dash 8[9].
- North Cariboo Air ha 3 Dash 8-300[10].
- Perimeter Aviation ha 8 Dash 8.
- PAL Airlines ha 10 Dash 8.
- Porter Airlines ha 29 Dash 8-400[11].
- R1 Airlines ha 5 Dash 8[12].
- Voyageur Airways ha 3 Dash 8-300.
- Wasaya Airways ha 5 Dash 8-100[13]
- WestJet Encore ha 47 Dash 8-400[14]

 Croazia
- Croatia Airlines ha 6 Dash 8-400[15].

 Germania
- Eurowings (parte del gruppo Lufthansa) ha 16 Dash 8-400[16], operati da Luftfahrtgesellschaft Walter (LGW) e che stanno venendo sostituiti da Embraer E190[17].

 Egitto
- Petroleum Air Services ha 5 Dash 8-300.

 Etiopia
- Ethiopian Airlines ha 27 Dash 8-400[18].

 Filippine
- PAL Express ha 16 Dash 8.

 Giappone
- ANA Wings ha 24 Dash 8-400.
- Oriental Air Bridge ha 2 Dash 8-200.
- Ryukyu Air Commuter ha 5 Dash 8-400 Combi[19].

 Grecia
- Olympic Air ha 10 Dash 8 (2 -100 e 8 -400)[20].

 Groenlandia
- Air Greenland ha 7 Dash 8-200[21].

 India
- SpiceJet ha 32 Dash 8-400[22].

 Islanda
- Air Iceland ha 6 Dash 8 (3 -200 e 3 -400).

 Italia
- SkyAlps ha 8 Dash 8-400.[23]

 Kazakistan
- Qazaq Air ha 6 Dash 8-400.

 Kenya
- Fly540 ha 3 Dash 8 (1 -100, 1 -200 e 1 -300).
- Jambojet ha 8 Dash 8-400[24].

 Lituania
- airBaltic ha 12 Dash 8-400 NextGen[25].

 Lussemburgo
- Luxair ha 11 Dash 8-400.

 Maldive
- Maldivian ha 10 Dash 8 (2 -200, 8 -300).

 Malta
- Medavia ha 2 Dash 8 (1 -100, 1 -300).

 Nigeria
- Aero Contractors ha 4 Dash 8 (1 -200, 1 -300, 2 -400).
- Arik Air ha 4 Dash 8-400.

 Norvegia
- Widerøe ha 41 Dash 8 (tra cui -100, -200, -300 e -400)[26].

 Nepal
- Shree Airlines ha 3 Dash 8-400[27].

 Nuova Zelanda
- Air New Zealand ha 23 Dash 8-300 (ex Air Nelson)[28].

 Papua Nuova Guinea
- Air Niugini ha 2 Dash 8[29].
- Link PNG ha 6 Dash 8.

 Polonia
- LOT Polish Airlines ha 12 Dash 8-400 NextGen (ex EuroLOT).

 Portogallo
- SATA Air Açores ha 6 Dash 8 (2 -200 e 4 -400).

 Russia
- Aurora ha 8 Dash 8[30].

 Sudafrica
- South African Express ha 10 Dash 8-400[31].

 Thailandia
- Nok Air ha 6 Dash 8-400 NextGen[32].

 Tanzania
- Air Tanzania ha 5 Dash 8.

 Stati Uniti
- Horizon Air ha 40 Dash 8-400.
- Ravn Alaska ha 10 Dash 8-100[33].

#### Altro
Canada
- Nav Canada (1 -100).
- Province of Alberta, Department Of Public Works (1 -100).
- Transport Canada (2 -100).
- Gouvernement du Québec, Service aérien gouvernemental (1 -200 e 1 -300).

### Governativi
Australia
- Australian Border Protection Command

10 Dash-8 dotati di sistema di missione ATOS utilizzati in compiti di pattugliamento marittimo e dei confini. Entrati in servizio dal 2010, tutti operativi al maggio 2019.
 Canada
- Saskatchewan Public Safety Agency

2 Dash 8-Q400AT e 2 Dash 8-Q400MRE ordinati ad aprile 2024. I due Dash 8-Q400AT saranno utilizzati aerei antincendio, mentre i due Dash 8-Q400MRE oltre al compito antincendio potranno essere utilizzati anche per il trasporto medico d'emergenza.
 Francia
- Protection Civile

6 Dash-8 per la lotta antincendio ordinati a luglio 2019, con consegne completate nel 2024. 4 in servizio al luglio 2020.
 Stati Uniti
- United States Department of State

8 DHC-8 in servizio al marzo 2019.

### Militari
Australia
- RAN

1 Dash-8-200 entrato in servizio a partire dal 2009.
 Canada
- Royal Canadian Air Force

4 Dash 8-100 (CT-142 per la ROCAF) consegnati ed utilizzati per l'addestramento alla navigazione aerea. Ulteriori 3 Dash 8-400 ordinati il 21 gennaio 2025 che saranno adoperati dalla SkyAlyne, la società selezionata per il programma Future Aircrew Training (FAcT).
 Emirati Arabi Uniti
- Al-Quwwāt al-Jawiyya al-Imārātiyya

2 Dash-8Q300 da pattugliamento marittimo consegnati e tutti in servizio all'ottobre 2019.
 Giappone
- Guardia costiera giapponese

9 DHC-8-315Q ricevuti a partire dal 19 febbraio 2009.
 Islanda
- Guardia costiera islandese

1 Dash 8 Q300 da pattugliamento marittimo in servizio all'aprile 2019.
 Kenya
- Kenya Air Force

3 DHC-8 consegnati dal 1990.
 Messico
- Armada de México

1 DHC-8 in servizio all'aprile 2019.
 Paesi Bassi
- Nederlandse Kustwacht

2 DHC-8-102MPA ordinati, consegnati il 3 novembre 2022.
 Stati Uniti
- United States Air Force

4 P-9A ottenuti modificando in ricognitori marittimi da Sierra Nevada altrettanti Dash 8 Q-200 ed immessi in servizio nel 2023.
- US Army

11 Dash 8 SIGINT in servizio A tutto il dicembre del 2018.
2 Dash 8-300 (ridesignati C-147A) per lancio di paracadutisti ordinati e consegnati, uno ad agosto 2018, e il secondo a novembre 2019.

## Incidenti
Gli incidenti che vedono coinvolti i Bombardier Dash 8, compresi quelli minori, sono in totale 595 e con 184 vittime in totale.

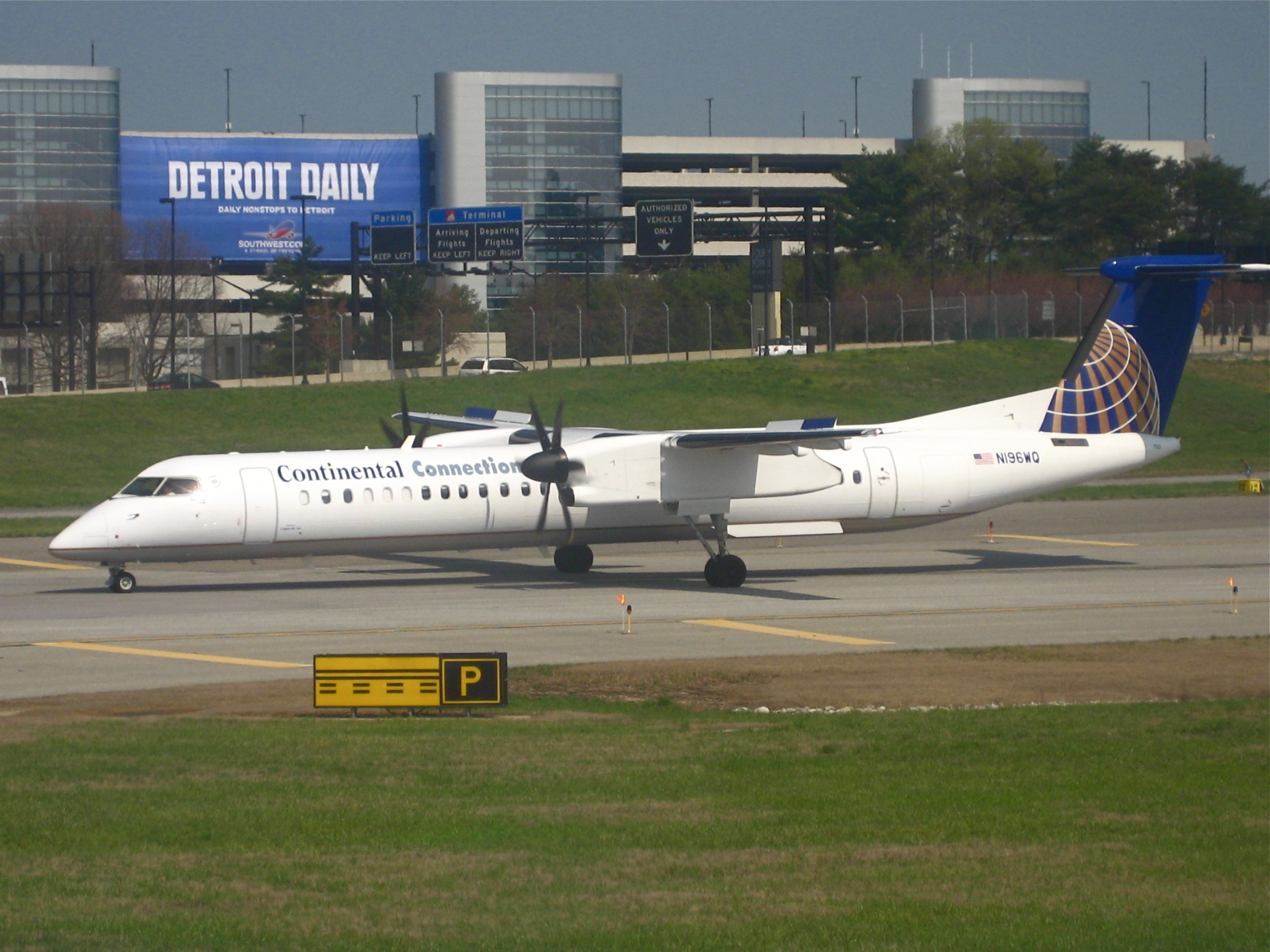
Un Q400 simile a quello precipitato il 12 febbraio 2009

- Il 12 febbraio 2009 un Bombardier Aerospace Q400 della statunitense Colgan Air (IATA: 9L; ICAO: CJC) registrato N200WQ[54] volo di linea 3407 per conto della Continental Connection tra l'Aeroporto di Newark e l'Aeroporto di Buffalo si schianta su una casa in Long Street nel Clarence Center a New York. Periscono nell'incidente 44 passeggeri, 4 membri d'equipaggio, un pilota fuori servizio ed una persona a terra che abitava nell'edificio colpito. Tra le vittime anche una vedova dell'11/09.[55] Tra le probabili cause dell'incidente sono state indicate le condizioni meteorologiche come il vento e la pioggia forti oppure il cedimento meccanico dell'aereo[56]. Alcuni testimoni riportarono che un propulsore dell'aereo avesse preso fuoco durante la caduta.[57] In realtà l'inchiesta condotta dal National Transportation Safety Board (NTSB) arrivò alla conclusione che la responsabilità dell'incidente fosse da attribuirsi al comandante dell'aereo e probabilmente alla stanchezza accumulata nei precedenti turni di lavoro.[58]
- Il 10 agosto 2018 un Bombardier Dash 8 Q400 della statunitense Horizon Air viene rubato dall'aeroporto di Seattle e fatto precipitare su un'isola disabitata.
- Il 2 gennaio 2024 un Q400 della Guardia costiera giapponese è coinvolto nella collisione all'aeroporto di Tokyo, con la morte di 5 dei 6 membri dell'equipaggio.[59]

## Velivoli comparabili
- Antonov An-24/Xian Y-7/Xian MA60
- ATR 42 e 72
- CASA CN-235 e C-295
- Dornier 328
- Embraer EMB 120 Brasilia
- Fokker F27 e F50
- Ilyushin Il-114
- Saab 2000 e 340